# Корткерос (сельское поселение)
Корткерос — административно-территориальная единица (административная территория село с подчинённой ему территорией) и муниципальное образование (сельское поселение с полным официальным наименованием муниципальное образование сельского поселения «Корткерос») в составе муниципального района Корткеросского в Республике Коми Российской Федерации.
Административный центр и единственный населённый пункт — село Корткерос.

## История
Статус и границы административной территории установлены Законом Республики Коми от 6 марта 2006 года № 13-РЗ «Об административно-территориальном устройстве Республики Коми».
Статус и границы сельского поселения установлены Законом Республики Коми от 5 марта 2005 года № 11-РЗ «О территориальной организации местного самоуправления в Республике Коми».

## Население
| 2010  | 2011  | 2012  | 2013  | 2014  | 2015  | 2016  |
| ----- | ----- | ----- | ----- | ----- | ----- | ----- |
| 4624  | ↘4609 | ↘4557 | ↗4583 | ↗4614 | ↗4653 | ↗4700 |
| 2017  | 2018  | 2019  | 2020  | 2021  |       |       |
| ↗4838 | ↗4982 | ↗5018 | ↗5055 | ↘4710 |       |       |